# Valentin Vasilescu
Pour les articles homonymes, voir Vasilescu.
Valentin Vasilescu né le 16 juillet 1961 est un politicien roumain et un ancien pilote de l'armée de l'air roumaine. Il est élu député de 2000 à 2004, sur les listes du Parti de la Grande Roumanie.